# Stigmatophora chekiangensis
Stigmatophora chekiangensis är en fjärilsart som beskrevs av Daniel 1951. Stigmatophora chekiangensis ingår i släktet Stigmatophora och familjen björnspinnare. Inga underarter finns listade i Catalogue of Life.